# الاحتجاجات الفلسطينية لإنهاء الانقسام
الاحتجاجات الفلسطينية لإنهاء الانقسام هي حملة من المظاهرات والمسيرات انطلقت في 15 آذار/مارس عام 2011 م في كل من الضفة الغربية وقطاع غزة لإنهاء الانقسام الفلسطيني (بين حركتي فتح وحماس)، متأثرة بموجة الاحتجاجات العارمة التي اندلعت في الوطن العربي مطلع عام 2011 م وبخاصة الثورة التونسية وثورة 25 يناير المصرية اللتين أطاحتا بالرئيس التونسي زين العابدين بن علي والرئيس المصري حسني مبارك. وقاد هذه الاحتجاجات الشبَّان الفلسطينيون مع بعض الفصائل الفلسطينية للمطالبة باستعادة الوحدة الوطنية ورفع الحصار عن قطاع غزة.

## الأسباب

### 1- الانقسام الفلسطيني وحصار غزة
طالب الشبان الفلسطينيون في بيان منشور على صفحات الإنترنت، بإخراج كل الأسرى السياسيين والمعتقلين من معتقلات حركتي حماس وفتح. وحل جذري للوضع الراهن، ببدأ بمطالبة واضحة بإجراء انتخابات مجلس وطني جديد لمنظمة التحرير الفلسطينية يستند إلى آليات انتخاب جديدة تضمن مشاركة كافة أجزاء الشعب الفلسطيني حول العالم (الضفة الغربية وقطاع غزة، فلسطينيو الداخل، اللاجئين، وفلسطينيو الشتات).
كما طالبوا بوقف كافة اشكال الحملات الاعلامية من الطرفين، واستقالة حكومتي هنية وفياض للتمهيد لحكومة وحدة وطنية متفق عليها من كافة الفصائل الفلسطينية باختلاف ألوانها. وشددوا على وقف وتجميد المفاوضات بشكل كامل لحين التوافق علي تشكيل منظمة التحرير والمجلس الوطني. كما طالبوا بإنهاء الفساد والعمل على الإصلاح السياسي والاقتصادي، ووقف التنسيق الأمني بكافة أشكاله مع إسرائيل. وإنهاء الحصار وإعادة إعمار غزة وفتح المعابر. كما طالبوا بانتخابات حرة ونزيهة، واقتصاد حر مستقل.

### 2- اندلاع موجة الاحتجاجات العربية
اندلعت مطلع عام 2011 م موجة احتجاجات عارمة شملت كثير من الدول العربية، أشعل شرارتها المواطن التونسي محمد البوعزيزي الذي أحرق نفسه احتجاجاً على الأوضاع السيئة في تونس. وكان الشبان هم من يقودون تلك الاحتجاجات العربية خصوصاً عبر مواقع التواصل الاجتماعي على الانترنت كالفيسبوك وتويتر، للمطالبة بإصلاحات سياسية واقتصادية واجتماعية. وحققت تلك الاحتجاجات نجاحات باهرة كالثورة التونسية والثورة المصرية اللتين أطاحتا برئيسي البلدين زين العابدين بن علي وحسني مبارك.

## تسلسل الأحداث
تصاعدت دعوات عبر مواقع التواصل الاجتماعي «فيسبوك» من حملات شبابية لتنظيم مظاهرات شعبية يوم الثلاثاء 15/3/2011 م بالضفة والقطاع تطالب بتحقيق المصالحة وإنهاء حالة الانقسام الداخلي. وأطلقت هذه المجموعات على نفسها اسم «شباب 15 مارس/آذار». وقال المنظمون أن الاحتجاجات الشعبية في مصر ومناطق أخرى في الوطن العربي ألهمتهم للدعوة للتظاهر.
وأكد إسماعيل هنية (رئيس الحكومة في غزة) على دعمه لـ«الجهود الفصائلية والشبابية التي تهدف لإنهاء الانقسام على أساس حماية الثوابت الفلسطينية والوحدة الجغرافية والوطنية لشعبنا». وأضاف أنه يؤيد التحركات المحكومة بالسقف الوطني على هذا الصعيد بالضفة والقطاع.
وقال غسان الخطيب الناطق باسم حكومة الضفة أن دعمهم لهذه الفعاليات ينطلق من تأكيدهم على الحق بالتظاهر بالضفة لأي جهة، إضافة لسعي الحكومة لتهيئة الظروف أمام الجيل الشاب للمشاركة بالحياة السياسية «أملا بالتقدم نحو الوحدة الوطنية».

### الجمعة 11/3/2011 م
تظاهر اليوم آلاف الفلسطينيين من فصائل مختلفة في مدينة غزة، وطالبوا بإنهاء الانقسام الذي يعصف بالساحة الفلسطينية منذ نحو 3.5 أعوام. وانطلقت المسيرة من ميدان فلسطين تجاه المجلس التشريعي، ورفعت خلالها أعلام فلسطينية ولافتات تدين الانقسام الداخلي.
وشدد بيان مشترك للفصائل وزع في المظاهرة على أولوية تحقيق المصالحة لإنهاء الاحتلال الفلسطيني. ووصف البيان الضفة وغزة بـ«جزء من أرض فلسطين الواحدة وأن الشعب فيها جزء من الشعب الفلسطيني في كل أماكن تواجده». ودعا البيان إلى «مناخ ديمقراطي يفضي إلى انتخابات شاملة بلدية ونيابية ورئاسية والمجلس الوطني بما يضمن شمولياتها واحترام نتائجها وصولا لتداول سلمي لقيادة الحكومة والسلطة ومنظمة التحرير الفلسطينية».

### الثلاثاء 15/3/2011 م (اليوم المحدد)
تظاهر عشرات الآلاف من الفلسطينيين في الضفة الغربية وغزة مطالبين بتحقيق المصالحة الوطنية وإنهاء الانقسام بين حركتي المقاومة الإسلامية (حماس) والتحرير الوطني الفلسطيني (فتح). وجاءت التظاهرات استجابة لدعوة تكتلات وائتلافات شبابية أطلقت على نفسها حملة 15 آذار على فيسبوك والتحقت بها في الأيام الأخيرة فصائل فلسطينية وشبان موالون لتلك الفصائل.
- الضفة الغربية: خرج مئات المتظاهرين الفلسطينيين بمدينة نابلس ومدن أخرى في مسيرة هي الأولى من نوعها التي جمعت أعضاء من حركتي حماس وفتح للمطالبة بإنهاء الانقسام الفلسطيني وإتمام المصالحة على الفور. وشارك نواب في المجلس التشريعي من كتلة التغيير والإصلاح المحسوبة على حماس، بينما شارك أعضاء بارزون ومسؤولون في فتح، إضافة لفصائل العمل الوطني الأخرى ولا سيما قوى اليسار، ورفعوا العلم الفلسطيني ويافطات نادت بإنهاء الانقسام. ورفض «شباب 15 آذار» أي محاولات للالتفاف على فكرتهم وفعالياتهم واحتوائها داخل التنظيمات والأحزاب، وأكدوا استمرار تظاهراتهم واحتجاجاتهم بمختلف الأشكال لإنهاء الانقسام، وكان عدد منهم قد أعلنوا استمرار إضرابهم عن الطعام منذ الذي بدؤوه منذ أول أمس.[4]
- قطاع غزة: احتشد عشرات الآلاف من المتظاهرين في ساحتي الجندي المجهول والكتيبة بمدينة غزة، حاملين الشعارات الداعية لإنهاء الاختلاف والمضي نحو المصالحة والحفاظ على الثوابت الوطنية. وهتف المحتشدون الذين حظي تحركهم الشعبي بتغطية إخبارية لافتة بهتافات تدعو للمصالحة وإنهاء الانقسام وإقامة حكومة وحدة وطنية ووقف سياسة الاعتقالات السياسية المتبادلة بين طرفي الانقسام. وشارك قياديون فلسطينيون من مختلف الفصائل وناشطون من المجتمع المدني والحقوقيين والمحامين والصحفيين والكثير من قطاعات المرأة والفعاليات الشعبية إضافة للشبان الفلسطينيين في الحراك الأضخم بغزة. وأقام الشبان الفلسطينيون خياما للاعتصام والمبيت في ساحة الجندي المجهول إيذانا باستمرار الفعاليات الشعبية للضغط على الفصائل لإنهاء سريع وفوري للانقسام وإتمام للمصالحة الوطنية. وشوهدت في بعض المحاور بعض المشادات الكلامية بين مناصرين لكل من حركتي فتح وحماس، على خلفية مزاوجة الأخيرة بين العلم الفلسطيني ورايتها، وإصرار مسؤولين في الحركة تصدر المهرجان الرئيسي في ساحة الجندي المجهول. ولوحظ بعد الظهر انتقال مئات المتظاهرين الموالين لحركة فتح وفصائل فلسطينية وتجمعات شبابية أخرى إلى ساحة الكتيبة غرب تجمع الجامعات وحدثت هناك اشتباكات وإلقاء الحجارة في بعض المحاور على خلفية إصرار بعض الشباب رفع رايات فصائلهم والقائمين على فعاليات 15 آذار الذين يصرون على رفع العلم الفلسطيني فقط. من جانبه أكد محمود الخطيب من ائتلاف 15 آذار لإنهاء الانقسام أن المتظاهرات والاعتصامات ستسمر بشكل مفتوح وبالطرق السلمية بما فيها نصب الخيام حتى تحقيق هدف إنهاء الانقسام وتحقيق الوحدة.[4]
- أمن غزة يفض الاعتصام: في مساء اليوم فضت قوة شرطية تابعة لوزارة الداخلية والأمن الوطني في الحكومة الفلسطينية المقالة بغزة اعتصام الناشطين والحقوقيين والصحفيين الذين قرروا المبيت في ساحة الكتيبة بغرب مدينة غزة. وقالت وزارة الداخلية في غزة أنها تدخلت لحل خلافات نشبت بين المعتصمين حيث أن المجموعات التي كانت موجودة في ساحة الكتيبة هي في غالبيتها من عناصر حركة التحرير الوطني الفلسطيني (فتح) وخاصة الأجهزة الأمنية القديمة ولا علاقة لها بفعالية إنهاء الانقسام. وأضافت أنه حدث تدافع بين هذه المجموعات لاختلافها بشأن توقيت إنهاء الفعالية أو عدم الالتزام بذلك، وقد تدخلت مجموعات من الأمن الفلسطيني لفض هذا التدافع وإلزام هذه المجموعات باحترام الأمن والقانون.[5]

### الأربعاء 16/3/2011 م
- محمود عباس سيزور غزة لينهي الانقسام: أبدى رئيس السلطة الفلسطينية محمود عباس استعداده ليزور غزة التي لم يدخلها منذ نحو أربع سنوات، في استجابة مباشرة لدعوة وجهها إليه رئيس الحكومة المقالة إسماعيل هنية. وقال عباس في لقاء بالمجلس المركزي لـمنظمة التحرير الفلسطينية في رام الله «أنا مستعد للقاء هنية لطيّ صفحة الانقسام الأسود البغيض، تحت رعاية الأمم المتحدة وجامعة الدول العربية ومنظمة المؤتمر الإسلامي وغيرهم». وطلب من هنية الترتيب للزيارة بالتنسيق مع الفصائل والقوى الفلسطينية، وهو ما بدأه الأخير، إذ اجتمع بقيادات من حركة المقاومة الإسلامية (حماس) ومن الحكومة المقالة. وأضاف عباس أنه لن يزور غزة للحوار بل لـ «الاتفاق على تشكيل حكومة تكون من أولويات مهامها إجراء الانتخابات التشريعية والرئاسية.. لأنني أريد تسليم الأمانة وأنا مطمئن البال». كما أكد أنه لن يترشح مجددا لمنصب رئيس السلطة الفلسطينية، وهي تسمية قرّر هنية في خطوة لافتة أن يضفيها عليه في الدعوة التي وجهها إليه. كذلك استعمل عباس لغة تصالحية عندما أقر بأن فترته انتهت، وإن ذكر أيضا بأن فترة البرلمان (الذي تملك فيه حماس الأغلبية) قد انتهت أيضا. وقالت حماس أنها ترحب بتوجه عباس هذا، وترى خطابه اليوم ردا إيجابيا على مبادرة هنية.[6]

### الجمعة 18/3/2011 م
- رفض إسرائيلي: نقلت صحيفة هآرتس عن مسؤولين بمكتب نتنياهو قولهم أن رئيس الوزراء ومستشاريه بدؤوا بإجراء محادثات مع الإدارة الأميركية وجهات دولية أخرى لإحباط احتمالات المصالحة الوطنية الفلسطينية. وطالب نتنياهو ومستشاروه هذه الجهات الدولية بأن تمارس ضغوطا على عباس كي يمتنع عن تشكيل حكومة وحدة وطنية مع حماس. وكان نتنياهو قد قال في مقابلة مع شبكة «سي إن إن» التلفزيونية الأميركية يوم الأربعاء 16/3/2011 م أن الفلسطينيين في فتح يتحدثون الآن عن وحدة وطنية مع حماس التي «تدعو إلى القضاء علينا». وشدد نتنياهو خلال المقابلة على معارضته المطلقة لمبادرة عباس بشأن الوحدة الوطنية الفلسطينية معتبرا أن خطوة كهذه لن تخدم عملية السلام.[7]

### الأربعاء 27/4/2011 م (التوقيع بالأحرف الأولى)
- التوقيع بالأحرف الأولى على المصالحة: وقعت حركتا التحرير الوطني الفلسطيني (فتح) والمقاومة الإسلامية (حماس) في القاهرة بالأحرف الأولى على اتفاق مصالحة برعاية مصر لإنهاء حقبة الانقسام الفلسطيني التي دامت أكثر من أربع سنوات، ويمهد الاتفاق لإقامة حكومة وحدة وطنية وإجراء انتخابات عامة. وقد أكد محمود الزهار القيادي في حركة حماس اعتماد الطرفين للورقة المصرية وتجاوز القضايا العالقة بين الحركتين. وأشار إلى أن الاتفاق يشمل:[8]

1. تحديد أسماء أعضاء لجنة الانتخابات المركزية بالاتفاق مع الفصائل الفلسطينية ورفعَها للرئيس الفلسطيني ليُصدر مرسوما بتشكيلها وفقا لمبدأ التوافق.
2. ترشيح ما لا يزيد عن 12 قاضيا لعضوية محكمة الانتخابات واتخاذ الإجراءات القانونية اللازمة لتشكيلها بالاتفاق مع الفصائل.
3. تنظيم الانتخابات التشريعية والرئاسية وانتخابات المجلس الوطني الفلسطيني متزامنة بعد عام من تاريخ توقيع اتفاقية الوفاق الوطني من جانب القوى والفصائل الفلسطينية.
4. تشكيل حكومة وحدة من كفاءات وطنية على أن يُعين رئيس الوزراء والوزراء بالتوافق.

وسيتم نهاية الأسبوع القادم دعوةُ الفصائل وقوى وشخصيات فلسطينية مستقلة من الداخل والخارج لحضور حفل توقيع الاتفاق. وقال مصدر في حماس إن من المتوقع إبرام الاتفاق في القاهرة في غضون أيام بحضور الرئيس محمود عباس ورئيس المكتب السياسي لحماس خالد مشعل.
- ردود الفعل:

1. فلسطين: عمت أجواء من الفرحة والارتياح عقب الإعلان المفاجئ عن توقيع الاتفاق. وأطلقت في مخيم جباليا للاجئين شمال قطاع غزة الألعاب النارية في الهواء احتفالا بالاتفاق.[9]
2. إسرائيل: سارع رئيس الوزراء الإسرائيلي بنيامين نتنياهو إلى الرد فورا على الاتفاق، قائلا: «على السلطة الفلسطينية الاختيار بين السلام مع إسرائيل أوالسلام مع حماس». لكن الرئاسة الفلسطينية ردت فوراً على نتنياهو بمطالبته بالاختيار بين السلام أوالاستيطان.
3. الولايات المتحدة: ردت بفتور على الاتفاق، ووصفت حماس بأنها منظمة إرهابية وقالت إن أي حكومة فلسطينية لا بد أن تنبذ العنف.

### الأربعاء 4/5/2011 م (التوقيع على المصالحة)
- التوقيع على المصالحة (وثيقة الوفاق الوطني): وقعت اليوم حركتا التحرير الوطني (فتح) والمقاومة الإسلامية (حماس) وبحضور عربي وإسلامي في القاهرة على الورقة المصرية (وثيقة الوفاق الوطني للمصالحة وإنهاء الانقسام الفلسطيني) وأقيم احتفال موسع بحضور الرئيس الفلسطيني محمود عباس والأمين العام لجامعة الدول العربية عمرو موسى ووزير خارجية مصر نبيل العربي ورئيس المكتب السياسي لحركة المقاومة الإسلامية (حماس) خالد مشعل.[10] وبذلك يكون الفلسطينيون قد طووا أربعة أعوام من الانقسام.[11]
- احتفالات بالضفة الغربية وقطاع غزة: احتفى الفلسطينيون بالضفة الغربية وقطاع غزة بتوقيع اتفاق المصالحة في القاهرة، وسادت معالم الابتهاج والفرح بين الأوساط الشعبية. وتجمع آلاف الفلسطينيين منذ صباح اليوم الأربعاء بمدينة غزة للاحتفال بتوقيع ورقة المصالحة، ورفعوا العلم الفلسطيني ورايات حركتي فتح وحماس جنبا إلى جنب، وبحضور مسؤولين من قادة حماس وفتح. وعاد تلفزيون فلسطين اليوم للبث المباشر من غزة لأول مرة منذ سنوات، حيث أجرى مراسل التلفزيون الرسمي لقاءات مع شخصيات من حماس ومحللين سياسيين ومع مواطنين احتشدوا للاحتفال. وكانت الحكومة المقالة قد أغلقت تلفزيون فلسطين في غزة منذ الانقسام في يونيو/ حزيران 2007، ومنعت مراسليه من تغطية الأحداث أو نقل أي أخبار من قطاع غزة خلال تلك الفترة. وفي رام الله بالضفة الغربية تجمع الفلسطينيون في دوار المنارة للاحتفال بالتوقيع على المصالحة.[12]
- المرحلة التالية: بعد الاحتفال بتوقيع الفصائل الفلسطينية على وثيقة الوفاق الوطني، بدأت الوفود الفلسطينية بالمشاورات بشأن الحكومة لوضع الأسماء المطلوبة في أربعة أشكال هي: شخصية رئيس الوزراء، وأعضاء لجنة الانتخابات، وأعضاء محكمة الانتخابات، وأعضاء مجلس الوزراء. مع مراعاة عدم الانتماء الفصائلي، اعتمادًا على الانتماء الوظيفي والمهني أو ما يطلق عليه اسم «التكنوقراط». وحدد المسؤولون الفلسطينيون مهام هذه الحكومة في 7 نقاط هي:[13]

1. تهيئة الأجواء للانتخابات الرئاسية والتشريعية والمجلس الوطني.
2. الإشراف على معالجة قضايا المصالحة الناتجة عن الانقسام.
3. متابعة عملية إعمار القطاع وإنهاء الحصار.
4. متابعة تنفيذ ما ورد في الاتفاقية.
5. معالجة القضايا المدنية والمشاكل الإدارية الناجمة عن الانقسام.
6. توحيد مؤسسات السلطة في الضفة الغربية وقطاع غزة والقدس.
7. تسوية أوضاع الجمعيات والمؤسسات الأهلية والخيرية.

علماً أنه لن يكون للحكومة أي دور بارز في القضايا السياسية الكبرى وعملية السلام والمفاوضات التي تتولى مسؤوليتها منظمة التحرير الفلسطينية.
- الموقف الأميركي والإسرائيلي: استقبلت الولايات المتحدة اتفاق المصالحة الفلسطيني بالتشديد على مواقفها السابقة وهي اعتراف حماس بإسرائيل ونبذ العنف. وهي مواقف أعلنتها واشنطن مرارا في عهد الرئيس السابق جورج بوش. كما طالب حزب إسرائيل بيتنا الحكومة والمجلس الوزاري المصغر للشؤون السياسية والأمنية بقطع كافة الاتصالات مع السلطة الفلسطينية بعد توقيع اتفاق المصالحة. واعتبر وزير المواصلات يسرائيل كاتس من حزب ليكود أن المصالحة الفلسطينية الداخلية هي سد باب بصورة مدوية وليس فتح نافذة فرص، على حد تعبيره.[11]

## النتائج
1. الأربعاء 16/3/2011 م: أبدى رئيس السلطة الفلسطينية محمود عباس استعداده ليزور غزة التي لم يدخلها منذ نحو أربع سنوات، في استجابة مباشرة لدعوة وجهها إليه رئيس الحكومة المقالة إسماعيل هنية. وأضاف عباس أنه لن يزور غزة للحوار بل لـ «الاتفاق على تشكيل حكومة تكون من أولويات مهامها إجراء الانتخابات التشريعية والرئاسية.. لأنني أريد تسليم الأمانة وأنا مطمئن البال». كما أكد أنه لن يترشح مجددا لمنصب رئيس السلطة الفلسطينية، وهي تسمية قرّر هنية في خطوة لافتة أن يضفيها عليه في الدعوة التي وجهها إليه. وقالت حماس أنها ترحب بتوجه عباس هذا.[6]
2. الأربعاء 27/4/2011 م: التوقيع بالأحرف الأولى على اتفاق المصالحة بين فتح وحماس في القاهرة لإقامة حكومة وحدة وطنية وإجراء انتخابات عامة.[8]
3. الأربعاء 4/5/2011 م (التوقيع على المصالحة): تم في القاهرة توقيع الفصائل الفلسطينية على وثيقة الوفاق الوطني للمصالحة وإنهاء الانقسام الفلسطيني.[10]

## ردود الفعل الدولية
1. إسرائيل: 18/3/2011 م: رفض إسرائيلي للمصالحة: نقلت صحيفة هآرتس عن مسؤولين بمكتب نتنياهو قولهم إن رئيس الوزراء ومستشاريه بدؤوا بإجراء محادثات مع الإدارة الأميركية وجهات دولية أخرى لإحباط احتمالات المصالحة الوطنية الفلسطينية. وطالب نتنياهو ومستشاروه هذه الجهات الدولية بأن تمارس ضغوطا على عباس كي يمتنع عن تشكيل حكومة وحدة وطنية مع حماس. وكان نتنياهو قد قال في مقابلة مع شبكة «سي إن إن» التلفزيونية الأميركية يوم الأربعاء 16/3/2011 م أن الفلسطينيين في فتح يتحدثون الآن عن وحدة وطنية مع حماس التي «تدعو إلى القضاء علينا». وشدد نتنياهو خلال المقابلة على معارضته المطلقة لمبادرة عباس بشأن الوحدة الوطنية الفلسطينية معتبرا أن خطوة كهذه لن تخدم عملية السلام.[7]